# Rize (film)
Pour les articles homonymes, voir Rize (homonymie).
Pour plus de détails, voir Fiche technique et Distribution.
Rize est un film documentaire américain réalisé par David LaChapelle et sorti en 2005.

## Synopsis
Ce documentaire est consacré au clowning, au stripper dancing et au krump, danses nées dans les bas quartiers de Los Angeles au cours des années 1990.

## Fiche technique
- Titre : Rize
- Réalisation : David LaChapelle
- Production : Marc Hawker, Ellen Jacobson, David LaChapelle, Anthony Talauega, Richmond Taleuega et Rebecca Skinner
- Musique : Amy Marie Beauchamp et Jose Cancela
- Photographie : Morgan Susser et Michael Totten
- Montage : Fernando Villena
- Pays d'origine : États-Unis
- Format : Couleurs - 1,33:1 - Dolby Digital - 35 mm
- Genre : Documentaire
- Durée : 86 minutes
- Dates de sortie : Janvier 2005 (festival de Sundance), 5 août 2005 (Canada), 21 septembre 2005 (France)

## Distribution
- Lil C. : lui-même
- Tommy the Clown : lui-même
- Larry : lui-même
- Dragon : lui-même
- Tight Eyez : lui-même
- Baby Tight Eyez : lui-même
- La Niña : elle-même
- Miss Prissy : elle-même
- El Niño : lui-même

## Autour du film
- Christina Aguilera, Eminem, Lauryn Hill et Elton John ont droit à des remerciements lors du générique.